# Mexerion stolonatum
Mexerion stolonatum es una especie de planta del género Mexerion, familia Asteraceae. Fue descrita por Nesom en 2023, reclasificada de Chionolaena. Sin embargo, Plants of the World Online no lo acepta, ya que acepta solo a M. mexicanum y M. stolonatum, mientras que World Flora Online acepta solamente a M. mexicanum. Es un taxón válido según Tropicos y WoRMS.